# 2009年上海地铁1号线事故
2009年12月22日，上海轨道交通1号线发生四起事故，分别为清晨供电接触网电路跳闸、早高峰前两列车碰撞、夜晚变电间起火、夜间供电故障导致晚点，其中两列车碰撞最为严重。事故没有造成人员伤亡。

## 事故过程
- 5点58分：陕西南路至人民广场区间发生供电接触网跳闸故障，衡山路至汉中路区间停运。[2]
- 7点左右：运营调整过程中，由中山北路开往上海火车站的0150号列车（载客）行至上海火车站折返线时，由于信号系统发送错误速度码导致列车制动距离不足，与正在从下行站台逆向进入折返线的117号列车（空车）侧面碰撞。0150号列车头部以16公里/时速度撞击117号列车中后部车厢。[3]政府称「12·22地铁1号线碰撞事故」。[4]
- 20点40分：陕西南路站变电间起火。衡山路至上海火车站区间停运。[5]
- 20点55分左右：上海火车站站往莘庄站因列车故障而晚点，21时08分运营恢复正常，初步排查事故原因为供电故障。[6][7]

## 事故详情
- 5点50分：供电接触网跳闸故障原因为隧道顶部脱落造成短路。[8]
- 7点左右：因2001年N11-1438轨道区段编码电路配线出错，本应向0150号列车发送20km/h的速度码，而实际发送了65km/h的速度码，导致制动距离不足，造成0150号列车侧面碰撞117号列车[9][10]。0150号列车司机郭峰比系统制动命令早1秒钟采取了紧急制动措施，否则冲撞的后果会更严重，司机郭峰因此受到表彰[11]。
- 20点40分：变压器故障系外网供电波动。[8]

## 应急措施
- 5点58分：派出抢修队伍，并启动地面公交配套预案，调集80辆公交车辆接驳乘客。运营方式调整为，富锦路至上海火车站、徐家汇至莘庄分段运营。7时06分，故障排除，运营调整恢复中。[12]
- 7点45分：已采取富锦路至汶水路、莘庄至人民广场小交路运行，人民广场至汶水路上行方向单线双向运行。[13]
- 8点45分：上海马戏城至衡山路区间进行限流。[14]
- 9点：运营方式调整为富锦路至汶水路、徐家汇至莘庄两端小交路运行，衡山路至上海马戏城采取限流措施“只出不进”，该区间通过公交车接驳。[14]

## 涉事列车状况

### 0150号列车
| 车厢     | 1                                                   | 2        | 3        | 4        | 5        | 6        | 7        | 8        |
| 车号     | 013151                                              | 013162   | 013173   | 013182   | 013193   | 013203   | 013212   | 013221   |
| 事后处理 | 车头撞击117号列车两节车厢后损毁；修复后重新投入服务 | 未受损坏 | 未受损坏 | 未受损坏 | 未受损坏 | 未受损坏 | 未受损坏 | 未受损坏 |

### 117号列车
| 车厢     | 1        | 2        | 3                                                  | 4                                                                              | 5        | 6        |
| 车号     | 98011    | 98022    | 98033                                              | 98042                                                                          | 98053    | 98061    |
| 事后处理 | 未受损坏 | 未受损坏 | 车身被撞击后损毁；已退役，2011年同号新车厢投入服务 | 车身被撞击后损毁；已退役，2011年同号新车厢投入服务。2015年原车厢改为SMTC实验车 | 未受损坏 | 未受损坏 |

事故后，117号列车自行驶回车辆基地，0150号列车亦被送回车辆基地。2010至2011年期间，该车曾以4节编组形式（98011-98022-98053-98061）在车辆基地调试。2011年南车株洲电力机车制造了4节新车厢（98033-98042-14672-14683），其中14672与14683为扩编车厢。扩编后117号列车重新投入服务，0150号列车修复后也重新投用。
原98033号车厢和98042号车厢于事故后退役，封存于梅陇车辆段。原98033号车厢的牵引逆变器和电动机等可用设备与零件已被拆下用于新车厢。2014年至2015年原98042号车厢由中车大连电牵研发中心改装为SMTC实验列车作实训用途。

## 影响
- 事发当天是冬至日，许多人前往墓地扫墓的行程被事故耽搁[16][17]。
- 有乘客想过要打开紧急车门但没人敢实施。一些被困乘客在列车车厢内就地排泄。[16]
- 由于上海站、上海南站两火车站是上海轨道交通1号线经过的站点，导致4500余人改签火车票。[18]
- 导致共和新路沿线、莘庄地铁站外等多个区域的地面道路出现拥堵。[18]
- 导致小交路线终点站从上海火车站延伸到通河新村站的计划搁浅[19]。